# Heath Braxton
Heath Braxton es un personaje ficticio de la serie de televisión australiana Home and Away interpretado por el actor australiano Dan Ewing desde el 16 de febrero de 2011, hasta el 29 de julio de 2014. Dan regresó brevemente a la serie el 23 de septiembre de 2014 y nuevamente en noviembre del 2016 y su última aparición fue el 2 de febrero del 2017. En agosto de 2020 se anunció que Dan regresaría para hacer una aparición especial el 3 de febrero de 2021.
En diciembre del 2015 apareció en el spin-off de la serie llamado "Home and Away: An Eye for An Eye". En mayo del 2016 se anunció que Dan regresaría para el nuevo spin-off de la serie "Home and Away: Revenge", la cual fue estrenada el 19 de diciembre del mismo año. También apareció en el tercer especial titulado "Home and Away: All or Nothing", el cual fue estrenado el 26 de enero del 2017.

## Antecedentes
Cuando Heath tenía 10 años, su padre Danny Braxton, abandonó a su madre Cheryl por la mejor amiga de esta, Tracey. Cheryl adora a Heath sin embargo mantienen una relación volátil y casi siempre están pelean por algo. Heath es el mediano de los hermanos Braxton. Heath no tiene una buena relación con la policía de su antiguo vecindario Mangrove River.

## Biografía
Heath es el más rebelde y peligroso de los hermanos Braxton. Es volátil, temido por la policía y los residentes de su antiguo vecindario Mangrove River. Tiene un carácter fuerte y poca paciencia, raramente piensa en las cosas y ocasionalmente se mete en problemas con quien sea; a la única persona a la que escucha es a su hermano mayor Darryl Braxton, quien trata de guiarlo y mantenerlo fuera de problemas.
Al inicio tiene problemas con Xavier Austin. Poco después de su llegada Heath junto con Romeo Smith salvan a VJ Patterson de ahogarse.
En el 2012 Heath descubre que su exnovia Bianca Scott, está esperando un hijo de él y más tarde le dan la bienvenida a Rocco. Más tarde después de la llegada de su padre Danny Braxton se revela que este golpeada a Darryl y a Heath cuando eran niños. Su relación con Bianca mejora y cuando Rocco sale del hospital se mudan con Irene. Más tarde Casey se ve obligado a dispararle a Danny mientras que lo amenazaba con que mataría a un empleado del bar en el que robaban lo que ocasiona que Danny muera en el hospital, al enterarse molesto Heath no apoya a Casey y lo acusa de ser el culpable de todo lo sucedido, sin embargo más tarde se da cuenta de que Danny le tendió una trampa a Casey y que solo culpaba a su hermano porque creía que su padre no estaba interesado en él por lo que cambia su actitud y apoya a Casey. 
Sin embargo las cosas con Bianca comienzan a ponerse tensas cuando no le permite cuidar de Rocco lo que ocasiona que comience a  sentir que Bianca no confía en él. Poco después Rocco muere debido al síndrome de muerte subida infantil lo que deja a Heath destrozado. Y Bianca termina su relación con Heath luego de comenzar a culparlo injustamente de la muerte de Rocco. Aunque Heath intenta recuperar a Bianca esta se aleja de todos y comienza una relación con Adam Sharpe quien la introduce a las drogas. Cuando Bianca se da cuenta de que todavía ama a Heath y descubre las verdaderas intenciones de Adam termina con él e intenta recuperar a Heath, pero este no la acepta por todo lo que le hizo pasar después de la muerte de Rocco.
A finales de año Heath decide darle otra oportunidad a Bianca pero después de llamarle para decirle que la amaba es atacado por Jamie Sharpe quien bajo las órdenes de su padre Adam golpea a Heath y lo deja sangrando e inconsciente en un bote en medio del océano.
A principios del 2013 sus hermanos Brax y Kyle Braxton descubren que Heath está desaparecido y cuando comienzan a investigar descubren que Jamie y Adam son los responsables, ambos confrontan a Jamie quien los lleva al lugar en donde dejó el bote, cuando llegan se dan cuenta de que Heath no está en el bote y comienzan a buscarlo después de unas horas lo encuentran y lo llevan al hospital donde se recupera, ese mismo día él y Bianca se reconcilian. 
Más tarde cuando Heath quiere pedir la custodia completa de su hija Darcy, sin embargo después de unos días esta es rechazada debido a su historial criminal y le quitan sus visitas, lo que lo deja destrozado; esa misma tarde la abuela de Darcy, Connie Callahan va a Angelo's a confrontar a Heath luego de que una maestra le dijera que un hombre se había llevado a su nieta; sin embargo Heath no está y Brax le dice que no sabe nada, cuando Brax encuentra a Heath lo confronta sin embargo Heath le dice que no sabe nada, unos minutos después Heath y Brax descubren que Adam había secuestrado a Darcy y que se las devolvería si Heath hacía un trabajo para él. Días después Darcy regresa a su casa sana y salva.
En el 2014 Heath termina acostándose con Jessica Lockwood el día de su despedida de soltero luego de creer erróneamente que Bianca lo estaba engañando, unos meses después Jess llega a la bahía y le revela a Heath que estaba embarazada de él, al inicio Heath intenta que Bianca no se entere pero finalmente le cuenta la verdad y ella queda destrozada y le exige que escoja entre ella y el bebé. La relación se deteriora y Bianca decide irse a Londres pero Heath logra que lo perdone y continúan con su matrimonio.
Poco después Heath se encuentra a Jess teniendo contracciones en la playa y pronto con la ayuda de Nate Cooper le dan la bienvenida a su bebé, al que llaman Harley Braxton, poco después de su nacimiento Heath descubre que Jess está muriendo de cáncer y cuando fallece Harley se muda con él y Bianca, sin embargo tener a Harley cerca ocasiona que Bianca y Heath peleen y finalmente deciden separarse, poco después Heath le dice a Bianca que creía que lo mejor para ellos era el divorcio para ver si así ella se daba cuenta de la actitud que estaba tomando con respecto a Harley. Poco después Heath y Bianca regresan cuando ambos admiten que todavía se aman.
El 23 de septiembre de 2014 Heath regresa brevemente a la bahía para asistir al funeral de su hermano Casey Braxton, lo que lo deja destrozado.
En noviembre del 2016 Heath regresa a la bahía para hablar con Bianca quien había ido ahí para alejarse un tiempo de él, mientras hablan se revela que Heath había matado a Trevor Gunson, luego de que él secuestrara a su sobrino, Casey y amenazara con matar a Brax.
El 3 de febrero de 2021 regresa a la bahía junto a otros River Boys para ayudar a la familia Parata, quienes en las últimas semanas, habían estado siendo aterrorizados por los gánsteres Paul y Leon, por una deuda.